# Ilhados com Beats
Ilhados com Beats é um reality show brasileiro estreado em 17 de fevereiro de 2021. É uma parceria da cantora Anitta com a Skol Beats. A dona do single "Me Gusta" e mais 10 influenciadores ficarão isolados em uma ilha onde irão se divertir bastante e também participar de alguns desafios. A produção será transmitida pelo Instagram da Beats e o número de episódios ainda não foi confirmado.

## Participantes
Os nove participantes foram revelados no dia 11/02/2021, pelas redes oficiais da Skol Beats, no Instagram e no Twitter. Dia 12/02/2021 começaram as gravações e o décimo participante foi revelado já na ilha.
Abaixo a lista de participantes com suas respectivas idades e ocupações.
| Participante                                   | Ocupação               |
| ---------------------------------------------- | ---------------------- |
| Anitta 27 anos, Rio de Janeiro - RJ            | Cantora                |
| Dfideliz 26 anos, São Paulo - SP               | Rapper                 |
| Duh Marinho 33 anos, Mesquita - RJ             | Cantor                 |
| Eduardo Bravin 31 anos                         | Fotógrafo              |
| Felipe Roque 33 anos, Rio de Janeiro - RJ      | Ator                   |
| Gabi Lopes 26 anos, São Paulo - SP             | Atriz                  |
| Lipe Ribeiro 29 anos, Curitiba - PR            | Influenciador digital  |
| Nicole Bahls 35 anos, Londrina - PR            | Modelo                 |
| Paulo Passini 31 anos, Balneário Camboriú - SC | Modelo                 |
| Rafa Uccman 27 anos, Fernandópolis - SP        | Influenciador digital  |
| Sarah Fonseca 27 anos, Niterói - RJ            | Influenciadora digital |